# Limbă secundă
Noțiunea de limbă secundă are două interpretări principale. Una dintre ele provine din sociolingvistica anglo-saxonă, conform căreia o limbă secundă este pur și simplu o limbă însușită cronologic imediat după prima, adică după limba maternă. Conform altei interpretări, noțiunea de limbă secundă se înglobează în cea de limbă străină, în sensul că este alta decât limba maternă, dar se deosebește de limba străină în sens general prin statutul ei social și, eventual, juridic.
Trăsătura generală a limbii secunde este utilitatea sa pentru integrarea vorbitorului ei într-un grup majoritar a cărui limbă este alta decât a sa, dar limba secundă prezintă aspecte foarte diferite, pe de o parte în funcție de situația vorbitorului ei, de gradul de necesitate a limbii secunde pentru acesta, pe de altă parte de zona geografică în care se folosește.
Altă trăsătură specifică a limbii secunde este că cel care o învață o face de regulă într-un sistem de învățământ și o folosește în zona geografică (țară, regiune) în care o învață.

## Situații ale limbii secunde
Limbă secundă este, de exemplu, pentru imigranți, limba majoritară, eventual oficială a țării sau regiunii în care se instalează. Însușirea ei este esențială pentru integrarea în societatea de acolo și, în caz de reușită, duce la bilingvismul imigranților și la posibila pierdere a limbii materne chiar de la generația următoare a lor.
În cazul unei minorități naționale autohtone dintr-o țară în care limba majoritară și oficială este alta decât limba minoritară respectivă, limba secundă este de asemenea foarte necesară pentru reușita socială a minoritarilor, inclusiv la nivel de țară.
Situații aparte există de exemplu într-o țară precum Canada, unde există două limbi oficiale, engleza și franceza. Aici, limba secundă este necesară în grade diferite. Pentru imigranții a căror limbă maternă este alta, engleza sau franceza ca limbă secundă este esențială. Pentru anglofonii care trăiesc în provincia Québec, franceza este o limbă secundă de integrare în societatea francofonă de aici, dar nu este o limbă vitală, de asimilare. Pentru anglofonii din afara Québecului, franceza nu este esențială, ci doar o limbă a cărei cunoaștere prezintă un avantaj social și profesional important.
Sunt și țări în care limba unitară și oficială este limbă secundă pentru marea majoritate a populației. Este, de exemplu, cazul țărilor foste colonii ale Franței din Africa Subsahariană, în care se vorbesc multe idiomuri, dintre care niciunul nu a putut deveni limbă unitară și oficială, această funcție fiind îndeplinită de franceză. Astfel sunt Beninul, Nigerul, Togo etc.
Altă situație este cea a limbii secunde precum franceza în țări în care limba națională și oficială este alta. Este cazul țărilor arabe foste colonii franceze din Magreb, și al Libanului. Aici limba secundă este necesară pentru ascensiunea socială. Fără să aibă vreun statut juridic, franceza este, alături de arabă, limbă de învățământ, limbă de cultură și a presei.